# Avinguda del Doctor Gadea
L'avinguda del Doctor Gadea és una àmplia avinguda, situada al centre de la ciutat valenciana d'Alacant, que disposa d'un passeig central enjardinat a manera de rambla. Juntament amb les avingudes de Federico Soto i General Marvà, forma un gran eix urbà, d'un quilòmetre de longitud i perpendicular al mar, que es perllonga des de les faldes del mont Tossal fins al Parc de Canalejas i, per extensió, al port de la ciutat. Rep el seu nom del metge i tres vegades alcalde d'Alacant (1893-1895, 1897-1899 i 1901-1903) José Gadea Pro. Anteriorment va ser coneguda com a Avinguda de Luchana.

## Descripció
L'avinguda del Doctor Gadea es troba inclosa dins del barri Eixample Diputació. És el carrer de l'eix Gadea-Soto-Marvá més proper al mar. Atenent a la numeració dels carrers, té una orientació sud-est - nord-oest, que s'estén des del parc de Canalejas, contigu al port, fins a la glorieta de la plaça de Calvo Sotelo. La seua amplada de vorera a vorera és d'uns vint-i-sis metres. La llargada n'és de vora tres-cents.

## Punts d'interés
De nord a sud:
- Plaça de Calvo Sotelo: plaça contigua a les avingudes, en el tram en què comença Federico Soto i acaba Doctor Gadea.
- Monument a Maisonnave: monument al primer alcalde d'Alacant triat per sufragi masculí.
- Creu dels Caiguts: monument en forma de creu que recorda als morts dels dos bàndols enfrontats en la Guerra Civil Espanyola.
- Casa de les Bruixes: (av. Doctor Gadea 10) palauet amb una torrassa neogòtica i finestres d'estil vienès.
- Edifici Alacant: (av. Doctor Gadea 1) torre de vint-i-quatre plantes, un dels edificis més alts de la ciutat.
- Parc de Canalejas: parc situat al principi de l'avinguda del Doctor Gadea.